# Jet Set Radio
Jet Set Radio (Jet Grind Radio na América do Norte), é um jogo desenvolvido pela Smilebit, antiga AM6, divisão da Sega.

## História
Jet Set Radio foi anunciado na Tokyo Game Show em 1999 e recebeu uma certa atenção das pessoas por ser o primeiro a usar a técnica de cel-shading, um 3D com aparência de desenho animado.

## Versões
O Jogo, feito primeiramente para Dreamcast, recebeu uma versão para Game Boy Advance e uma sequencia para Xbox, denominada Jet Set Radio Future. A versão lançada para os EUA do jogo foi renomeada para Jet Grind Radio por questões legais, contém dois novos mapas e novas músicas. Nesta versão é possível conectar a internet via SegaNet, fazer o upload de seus próprios grafites ou baixar grafites de outras pessoas.